# Gerzino Nyamsi
Gerzino Nyamsi, né le 22 janvier 1997 à Saint-Brieuc, est un footballeur franco-camerounais qui évolue au poste de défenseur central au Lokomotiv Moscou.

## Biographie
Lorsque Christian Gourcuff est licencié du Stade rennais, Nyamsi n'apparaît plus dans les groupes convoqués par Sabri Lamouchi. Le 31 janvier 2018, il est transféré à Châteauroux  puis revient au Stade rennais qui fait jouer sa clause de priorité de rachat en juin 2018.
Après 35 matchs avec le club breton il est transféré au RC Strasbourg Alsace pour 4 ans.
En 2022, après la qualification du Cameroun pour la coupe du monde, il fait partie des priorités de Rigobert Song et Samuel Eto'o pour renforcer l'équipe du Cameroun, dont il est originaire.

## Statistiques
| Saison                | Club                  | Championnat           | Championnat | Championnat | Coupe(s) nationale(s) | Coupe(s) nationale(s) | Compétition(s) continentale(s) | Compétition(s) continentale(s) | Compétition(s) continentale(s) | Total | Total |
| Saison                | Club                  | Division              | M.          | B.          | M.                    | B.                    | Comp.                          | M.                             | B.                             | M.    | B.    |
| 2017-2018             | Stade rennais FC      | Ligue 1               | 3           | 0           | 0                     | 0                     | -                              | -                              | -                              | 3     | 0     |
| Sous-total            | Sous-total            | Sous-total            | 3           | 0           | 0                     | 0                     | -                              | -                              | -                              | 3     | 0     |
| 2017-2018             | LB Châteauroux        | Ligue 2               | 12          | 1           | 0                     | 0                     | -                              | -                              | -                              | 12    | 1     |
| Sous-total            | Sous-total            | Sous-total            | 12          | 1           | 0                     | 0                     | -                              | -                              | -                              | 12    | 1     |
| 2018-2019             | Stade rennais FC      | Ligue 1               | 8           | 0           | 2                     | 0                     | C3                             | 1                              | 0                              | 11    | 0     |
| 2019-2020             | Stade rennais FC      | Ligue 1               | 4           | 0           | 1                     | 0                     | C3                             | 2                              | 0                              | 7     | 0     |
| 2020-2021             | Stade rennais FC      | Ligue 1               | 14          | 1           | 1                     | 0                     | C1                             | 2                              | 0                              | 17    | 1     |
| Sous-total            | Sous-total            | Sous-total            | 26          | 1           | 4                     | 0                     | -                              | 5                              | 0                              | 35    | 1     |
| 2021-2022             | RC Strasbourg         | Ligue 1               | 28          | 0           | 1                     | 0                     | -                              | -                              | -                              | 29    | 0     |
| 2022-2023             | RC Strasbourg         | Ligue 1               | 20          | 1           | 1                     | 0                     | -                              | -                              | -                              | 21    | 1     |
| Sous-total            | Sous-total            | Sous-total            | 48          | 1           | 2                     | 0                     | -                              | -                              | -                              | 50    | 1     |
| Total sur la carrière | Total sur la carrière | Total sur la carrière | 89          | 3           | 6                     | 0                     | -                              | 5                              | 0                              | 100   | 3     |